# Kees van Baaren
Kees van Baaren, né le 22 octobre 1906 à Enschede – mort le 2 septembre 1970 à Oegstgeest, est un compositeur et enseignant néerlandais, le premier à utiliser le dodécaphonisme dans son pays.